# Ratkóc
Ratkóc (szlovákul Ratkovce) község Szlovákiában, a Nagyszombati kerületben, a Galgóci járásban.

## Fekvése
Galgóctól 11 km-re, északnyugatra található.

## Története
A mai Ratkóc területén az újkőkorszakban a vonaldíszes kerámia népének települése állt. A kora bronzkorból a hévmagyarádi kultúra nyomai és vaskori leletek ismertek.
Ratkócot 1388-ban említi először oklevél "Ratkolch"néven, amikor Csejte várának tartozéka volt. Később a nagyszombati plébánia, majd a káptalan tulajdona lett. A török hódítások idején a falu a török által támadott területek határára esett, ennek ellenére területén a harcokban elesettek és lovaik maradványait találták meg. A török támadások mellett gyakran pusztított itt járvány, árvíz és tűzvész is. Járványok pusztítottak 1514-ben, 1581-ben, 1585-ben, 1610-ben, 1678-ban és 1710-ben, utoljára a kolera 1831-ben és 1866-ban szedte áldozatait. 1860-ban háromszor is volt tűzvész a községben, 1813-ban pedig a Vág árvíze öntötte el a környéket hatalmas károkat okozva. Az újabb időkben 1904. augusztus 15-én pusztított nagyobb tűzvész, melynek 19 ház és 3 nagy pajta esett áldozatul.

„Ratkócz lakosai az 1715 évi adóösszeírás szerint:
Radkocz, Ratkócz, Ratkóc, Nyitra, Ratkovce, SK
Adózók neve: Joannes Belohosztovszky; Joannes Dostik; Georgius Sitkovicz; Joannes Blasko; Marsuska;
Joannes Misak; Georgius Mikuss; Thomas Oregha; Georgius Risavi; Thomas Singich; Martinus Smicsigh;
Paulus Adamis; Joannes Bull; Georgius Hallabala; Joannes Moravcsik; Michael Vozarik; Martinus Risavi;
Brezova; Georgius Szivak; Joannes Danis; Pasztorkova; Joannes Blassko; Andreas Jurcsek; Joannes Herczegh;
Andreas Babusicz; Lucas Siskovics”

Vályi András szerint: "RATKÓCZ. Tót falu Nyitra Vármegyében, földes Ura a’ Nagyszombati Plébánia, lakosai katolikusok, fekszik a’ Vágújhelyi járásban, határja ollyan, mint Zlukóczé, második osztálybéli."
Fényes Elek szerint: "Ratkócz, tót falu, Nyitra vmegyében, Ujváraskához 1/2 órányira: 320 kath., 9 zsidó lak. F. u. a nagyszombati káptalan, ezelőtt a plébánia birta. Ut. p. Galgócz."
Nyitra vármegye monográfiája szerint: "Ratkócz, tiszta tót falu a Dudvág jobb partján, 335 r. kath. vallásu lakossal. Posta- és vasúti állomása Lipótvár, távírója Galgócz. Kath. temploma 1756-ban épült. Földesurai 1388-ban a csejtei várurak, később a nagyszombati prépostság voltak."
A trianoni békeszerződésig Nyitra vármegye Galgóci járásához tartozott.

## Népessége
| Év:            | 1994. | 2004.   | 2014.    | 2024.   |
| -------------- | ----- | ------- | -------- | ------- |
| Emberek száma: | 304   | 288     | 337      | 362     |
| Eltérés:       |       | -5,26 % | +17,01 % | +7,41 % |

| Év:            | 2023. | 2024.   |
| -------------- | ----- | ------- |
| Emberek száma: | 360   | 362     |
| Eltérés:       |       | +0,55 % |

1910-ben 419, túlnyomórészt szlovák anyanyelvű lakosa volt.
2001-ben 296 lakosából 290 szlovák volt.
2011-ben 326 lakosából 313 szlovák volt.
2021-ben 350 lakosából 340 szlovák, 1 (+1) magyar, (+1) ruszin, 6 egyéb és 3 ismeretlen nemzetiségű volt.

## Nevezetességei
Római katolikus temploma a Nagyboldogasszonynak van szentelve.

## Külső hivatkozások
- Községinfó
- Ratkóc Szlovákia térképén
- Travelatlas.sk
- E-obce.sk Archiválva 2008. június 8-i dátummal a Wayback Machine-ben